# 环瘤高耸蟹守螺
环瘤高耸蟹守螺（学名：Orectospira shikokuensis），是中腹足目高耸蟹守螺科高耸蟹守螺属的一种。其种加词“shikokuensis”意为“日本四国岛的”。主要分布于台湾，常栖息在深海。